# Поли, Андреа
Андре́а По́ли (итал. Andrea Poli; 29 сентября 1989, Витторио-Венето, Италия) — итальянский футболист, полузащитник.

## Карьера

### Клубная
Поли начал профессиональную карьеру в клубе «Тревизо» из итальянской Серии В. 31 января 2007 года он подписал контракт с «Сампдорией». Он дебютировал в новой команде 4 ноября 2007 года в матче против «Кальяри», «Сампдория» тогда проиграла со счётом 0:3. В сезоне 2008/09 Поли был арендован клубом «Сассуоло». После возвращения в «Сампдорию» игрок стал часто появляться на поле в сезоне 2009/10. По итогам сезона 2010/11 «Сампдория» заняла 18 место в чемпионате, поэтому вылетела из Серии А.
Летом 2011 года Поли на правах аренды перешёл в «Интернационале». Согласно договорённости между клубами, по окончании сезона 2011/12 «Интер» имеет право выкупа игрока из «Сампдории». 6 ноября Андреа провёл первый матч за клуб в Серии А, выйдя на поле во встрече с «Дженоа». 19 января 2012 года итальянский хавбек забил гол в кубковом матче против «Дженоа», что помогло его клубу добиться победного счёта 2:1. 4 июля было официально объявлено, о том что «Милан» купил половину прав на игрока у «Сампдории» за 1 млн.$.

### В сборной
Андреа Поли был в составе сборной Италии на чемпионате Европы-2008 для игроков до 19 лет, где он забил два гола. Дебют игрока за молодёжную сборную (до 21 года) состоялся 11 февраля 2008 года в матче со Швецией. Также Поли был вызван на чемпионат Европы по футболу среди молодёжных команд 2009, но ни разу не появлялся в составе.

## Достижения
«Милан»
- Обладатель Суперкубка Италииː 2016